# سان بوئنا ونتورا

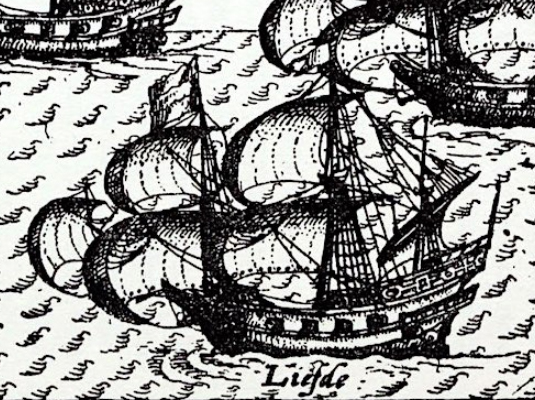
بازنمایی تصویری مربوط به یک حکاکی از قرن هفدهم میلادی

سان بوئنا ونتورا (انگلیسی: Japanese warship San Buena Ventura) یک کشتی ۱۲۰ تنی در ژاپن بود که تحت سرپرستی ماجراجوی انگلیسی ویلیام آدامز (دریانورد) و به دستور شوگون توکوگاوا ایه‌یاسو در سال ۱۶۰۷ ساخته شد. این دومین کشتی به سبک غربی بود که توسط او ساخته می‌شد اولین کشتی کوچکتر و ۸۰ تنی بود.